# František Frýda
František Frýda (* 1. září 1946, Království, okr. Děčín) je archeolog a muzejník, odborník na středověké sklo a jeho typologii, do roku 2021 dlouholetý ředitel Západočeského muzea v Plzni.

## Život
Narodil se 1. září 1946 v Království, dnes část města Šluknov v okrese Děčín, od roku 1948 žil s rodinou ve Zbirohu v Plzeňském kraji, je občanem města Rokycany.
Je synem úředníka, spisovatele a divadelníka Františka Frýdy (1914–1999), dlouholetého režiséra zbirožského ochotnického divadelního spolku J. V. Sládka, a v osmdesátých letech 20. století též vedoucího Muzea J. V. Sládka ve Zbirohu.
Vystudoval historii a archeologii na Filosofické fakultě Univerzity Karlovy. Nabyté odborné vzdělání zhodnotil zejména v sedmdesátých a osmdesátých letech 20. století, kdy vedl systematický archeologický průzkum plzeňského podzemí a středověkých studní, při němž se vyprofilovala jedna z jeho vědeckých specializací, typologie českého středověkého skla. V této oblasti se František Frýda řadí mezi uznávané odborníky s mezinárodním ohlasem, což stvrzuje jako autor řady odborných studií a redaktor sborníků, ale i jako předseda odborné pracovní skupiny pro dějiny skla České archeologické společnosti] (ČAS).
Externě pedagogicky působil na katedře archeologie Filozofické fakulty Západočeské univerzity v Plzni a jako lektor základního i nástavbového kurzu Školy muzejní propedeutiky pořádaného Asociací muzeí a galerií České republiky, s podporou Ministerstva kultury ČR.
Hlavním působištěm, s nímž byl František Frýda spjat, je Západočeské muzeum v Plzni, kam nastoupil po studiích již v roce 1964. Zde se postupně vypracoval nejprve na vedoucího oddělení středověkých dějin a po dlouholeté činnosti v této funkci byl jmenován ředitelem celé instituce, kterým byl od roku 1992 do konce roku 2020.
V této pozici se projevil nejen jako odborník, ale také jako manažer, jehož snaha a energie umožnila vznik a realizaci expozice plzeňské městské zbrojnice v hlavní budově muzea, rozšíření organizace o nové provozy Muzea loutek v Plzni i Muzea církevního umění plzeňské diecéze, v roce 2013 také otevření historických expozic v hlavní budově muzea, realizovaných pod společným názvem Pohledy do minulosti Plzeňského kraje, ale také začlenění Muzea Dr. Bohuslava Horáka v Rokycanech pod hlavičku Západočeského muzea v Plzni včetně revitalizace národní kulturní památky vodního hamru v Dobřívě.
Pod vedením Františka Frýdy obdrželo Západočeské muzeum v Plzni také několik prestižních ocenění Gloria Musaealis, naposledy v roce 2014 Zvláštní ocenění v kategorii Muzejní výstava roku za výstavu "Džungle za plotem" autorů Sylvie Pecháčkové a Ondřeje Peksy.
V roce 2012 obdržel František Frýda od primátora statutárního města Plzně jako uznání jeho dlouholeté přínosné práce na území města Plzně Plaketu s vyobrazením historické městské pečeti.

## Odborné studie
- 1979: Středověké sklo v západních Čechách – Mittelalterliche Glas in Westböhmen – Cpeдневеkoвoe стекло в Западной Чехии, Sborník Západočeského muzea – Historie II, str. 72–79.
- 1988: Skleněné číše tzv. českého typu a jejich postavení v hmotné kultuře středověkých Čech – Glass goblets of the Bohemian type and their situation in the material culture of mediaeval Bohemia. In: Sborník Kruhu přátel muzea hlavního města Prahy 1, str. 175–187. Praha.
- 1990: Typologie středověkého skla v Čechách od 13. do konce 15. století, Sborník Západočeského muzea – Historie V, str. 59–84.
- 2000: Nálezy skla z Rábí, Gutštejna a Klenové – Glasfunde aus Rábí, Gutštejn und Klenová. In: Historické sklo. 2. Sborník pro dějiny skla, 117–124. Čelákovice.
- 2007: Nálezy renesančního skla z Plzně. In: Historické sklo. 4. Sborník pro dějiny skla, Čelákovice, 33–66.

## Publikace
- FRÝDA, František. METLIČKOVÁ, Jarmila. Západočeský historický sborník 1. Plzeň: Státní oblastní archiv v Plzni, 1995.
- FRÝDA, František. Plzeňská městská zbrojnice. Plzeň: Stráž, 1988.
- FRÝDA, František. Západočeské muzeum v Plzni 1878 – 2008. Plzeň: Euroverlag, 2008, ISBN 978-80-7247-061-7.
- FRÝDA, František. Západočeské muzeum v Plzni, 120 let Plzeňských muzeí. Plzeň: Západočeské muzeum,1998, ISBN 80-7247-000-0.